# 생방송 경남
생방송 경남은 KBS창원 1라디오에서 평일 오후 5시 10분부터 오후 5시 58분까지 방송했던 시사 프로그램이다. 2018년 9월 7일 자로 2년만에 폐지되었다.

## 진행
- 신석진, 백주연